# Blog 27
Blog 27 – polski zespół muzyczny założony w 2005 roku przez nastoletnie wokalistki Tolę Szlagowską i Alicję Boratyn, wykonujący muzykę z gatunku pop. Ich pierwszy album, <LOL>, uzyskał w Polsce status podwójnej platyny i osiągnął także sukces w Europie Zachodniej i Japonii. Pochodziły z niego międzynarodowe przeboje „Uh La La La”, „Hey Boy (Get Your Ass Up)” i „Wid Out Ya”. Po odejściu Ali z zespołu w 2006 roku grupa wydała jeszcze jedną płytę, Before I’ll Die..., lecz w 2008 roku zakończyła działalność po tym, jak Szlagowska wyprowadziła się do USA. Blog 27 sprzedał ponad 250 tysięcy płyt na całym świecie i jest uważany za prekursora mody emo w Polsce.

## Historia
Blog 27 został założony jako duet muzyczny przez dwie koleżanki Tolę Szlagowską i Alicję Boratyn w 2005 roku. Nazwa zespołu wzięła się z ich zainteresowania blogowaniem oraz tej samej daty urodzin – obie urodziły się 27 listopada. Ich pierwszy singel, wydany w maju 2005 „Uh La La La” (cover utworu Alexii), cieszył się popularnością w Polsce. Kolejny, „Hey Boy (Get Your Ass Up)”, który był coverem piosenki grupy Teddybears, również stał się przebojem. Początkowo Blog 27 uchodził za zespół zagraniczny, jako że krajowa publiczność nie była świadoma, że grupa pochodzi z Polski. 27 listopada 2005 – w dzień trzynastych urodzin Ali i dwunastych urodzin Toli – został wydany ich debiutancki album <LOL>, który w ciągu kilku tygodni od rozpoczęcia sprzedaży trafił do czołówki najchętniej kupowanych polskich płyt. Jednak razem z popularnością, zespół doświadczył także hejtu internetowego.
Na początku roku 2006 rozpoczęła się intensywna promocja grupy poza granicami Polski. Zespół wyjechał na trasę koncertową po Niemczech, Austrii i Szwajcarii z niemieckim zespołem Tokio Hotel oraz gościł w niemieckich stacjach telewizyjnych Viva i RTL. Singel „Uh La La La” wszedł na listy przebojów w krajach niemieckojęzycznych i Włoszech. W drugiej połowie marca album <LOL> został wydany międzynarodowo, a w kwietniu na rynkach zachodnich pojawił się singel „Hey Boy”, notowany na listach przebojów w krajach niemieckojęzycznych i Czechach. Teledysk do utworu od razu uplasował się na interaktywnej liście Get the Clip w telewizji Viva Plus.
Wiosną 2006 na polskim rynku ukazała się reedycja płyty, która dotarła do drugiego miejsca oficjalnej polskiej listy sprzedaży OLiS. Wtedy też rozpoczęła się polska część trasy koncertowej zespołu. Bilety na występy Blog 27 dołączone były do nowej wersji albumu <LOL> sprzedawanej w sieci sklepów Empik. W kwietniu nagrano teledysk do kolejnego singla – „Wid Out Ya”, który trafił do polskich stacji telewizyjnych w maju 2006. Na początku czerwca duet brał udział w konkursie Superjedynki na XLIII Krajowym Festiwalu Muzyki Polskiej w Opolu, gdzie płyta <LOL> otrzymała nominację w kategorii Album Pop. Następnie w polskich telewizjach i rozgłośniach pojawił się kolejny singel, „I Still Don’t Know Ya”. Piosenka brała udział w konkursie Przebój Lata 2006 na Festiwalu Jedynki w Sopocie, gdzie dotarła do drugiego etapu. Stopniowo piosenki Blog 27 nadawane były w kolejnych państwach – w połowie roku singel „Wid Out Ya” trafił na niemieckie półki sklepowe, a „Uh La La La” pojawiło się we Francji oraz we Włoszech, gdzie koncern FIAT wykorzystał ten utwór do reklamy swoich samochodów. W czerwcu album <LOL> wydano na Węgrzech, a we wrześniu pojawił się on we francuskich i japońskich sklepach muzycznych.
W październiku 2006 Alicja Boratyn poinformowała, że odchodzi z Blog 27 ze względu na osobiste i artystyczne różnice między nią a Tolą. Boratyn rozpoczęła karierę solową, a Szlagowska zaprosiła do współpracy nowych muzyków: swojego brata Jana Szlagowskiego, Pawła Rosiaka oraz braci Adama i Aleksandra Milwiw-Baron, a także dwie tancerki: Marię Foryś (znaną później z programów You Can Dance – Po prostu tańcz i Dance Club) oraz Sylwię Dymek. W listopadzie zespół zdobył Europejską Nagrodę Muzyczną MTV w kategorii Najlepszy Polski Wykonawca, a pod koniec miesiąca wydano kolejną wersję debiutanckiej płyty, tym razem z dołączonym krążkiem DVD, na którym znalazły się teledyski, wywiad z zespołem, zdjęcia i filmy z dzieciństwa Toli oraz fragmenty koncertów. Wtedy też do mediów trafił teledysk „Who I Am?”, w którym wystąpiła już sama Tola.
W styczniu 2007 Blog 27 otrzymał specjalną nagrodę Komisji Europejskiej – European Border Breakers Award (EBBA). Zespół znalazł się w dziesiątce najpopularniejszych europejskich wykonawców, wyróżnionych na podstawie statystyk opracowanych przez Billboard Information Group. Na początku roku 2007 Charles Eddy, edytor magazynu Billboard na swojej prywatnej liście uznał „Hey Boy (Get Your Ass Up)” za jeden z najlepszych singli 2006 roku, choć nie był on nawet wydany w Stanach Zjednoczonych. Dzięki bardzo dobrej sprzedaży debiutanckiego krążka w Polsce grupa wystąpiła na koncercie TOPtrendy w czerwcu 2007, gdzie płyta <LOL> zajęła 2. miejsce w rankingu najpopularniejszych polskich płyt poprzedniego roku.
18 kwietnia 2008 odbyła się premiera drugiego albumu grupy, zatytułowanego Before I’ll Die..., na którym muzykę i słowa do wszystkich utworów napisała sama Tola. Kilka piosenek z płyty pojawiło się w serialu 39 i pół emitowanym na antenie TVN, w którym oprócz Toli wystąpili też Jan Szlagowski i Aleksander Milwiw-Baron. Album promował utwór „Cute (I’m Not Cute!)”, którego premiera miała miejsce w marcu 2008 na antenie Radia Eska. Wideoklip do piosenki otrzymał pozytywną, czterogwiazdkową ocenę w amerykańskim magazynie Blender. Singel okazał się sporym przebojem, a album Before I’ll Die... dotarł w Polsce do miejsca 3. listy sprzedaży i uzyskał status złotej płyty. Kolejnym singlem z płyty został utwór „Fuck U!”, którego teledysk ukazał się we wrześniu 2008. Blog 27 zakończył działalność jeszcze w tym samym roku, kiedy to Tola Szlagowska wyjechała do USA by rozpocząć naukę w szkole muzycznej.

## Skład
- Tola Szlagowska (wokal, 2005–2008)
- Alicja Boratyn (wokal, 2005–2006)
- Jan Szlagowski (perkusja, 2006–2008)
- Adam Milwiw-Baron (instrumenty klawiszowe, 2006–2008)
- Aleksander „Alek” Milwiw-Baron (gitara, 2006–2008)
- Paweł „Justin” Rosiak (gitara basowa, 2006–2008)
- Maria Foryś (tancerka, 2006–2008)
- Sylwia Dymek (tancerka, 2006–2008)

## Dyskografia
- 2005: <LOL>
- 2008: Before I’ll Die...

## Nagrody i wyróżnienia
- Wygrane
  - 2006: Festiwal Jedynki – Artysta Publiczności
  - 2006: MTV Europe Music Award – Najlepszy Polski Artysta
  - 2007: European Border Breakers Award
  - 2008: Złote Koguty Teleranka – Super Idol[28]

- Dalsze miejsca
  - 2006: Bravoora – Zespół Roku (4. miejsce)
  - 2006: Superjedynki – Najlepszy Album Pop: za płytę <LOL>
  - 2007: Bravoora – Zespół Roku (8. miejsce)
  - 2007: Mikrofony Popcornu – Zespół Roku (2. miejsce)
  - 2008: Mikrofony Popcornu – Zespół Roku (3. miejsce)

- Nominacje
  - 2006: Mikrofony Popcornu – Debiut Roku
  - 2006: Eska Music Award – Debiut Roku[29]
  - 2006: Róże Gali – Najpiękniejszy Debiut[30]
  - 2006: Festiwal Jedynki – Przebój Lata: „I Still Don’t Know Ya”
  - 2006: Jetix Kids Awards – Najlepszy Polski Artysta
  - 2007: Superjedynki – Najlepszy Zespół
  - 2007: Viva Comet – Image Roku: Tola[31]